# ペネローペ・ヘインズ
ペネローペ・ヘインズ(Penelope ("Penny") Heyns、1974年11月8日 - )は、南アフリカ共和国の競泳選手で、1996年アトランタオリンピックの100m、200m平泳ぎでオリンピック史上初めて両種目の金メダルを獲得した選手として有名である。
また、アパルトヘイト廃止後、南アフリカ共和国がオリンピックに再び参加できるようになって、初めて金メダルを獲得した選手である。

## 経歴
ヘインズは1992年バルセロナオリンピックで南アフリカ共和国チームの最年少の選手として選出された。1994年の英連邦大会にも参加し、ここでは銅メダルを獲得している。
彼女の最初の世界記録は、1996年アトランタオリンピックと同じ年の1996年3月に南アフリカのダーバンで行われた競技会で、100m平泳ぎで達成している。
バルセロナについで、2大会連続で参加したアトランタオリンピックでは、100m、200m平泳ぎの両種目に参加し、女性選手では史上初めて両種目の金メダルを獲得した。特に100mでは世界新記録、200mでもオリンピック新記録という偉業だった。
その後、1998年のニューヨークで行われたグッドウィルゲームズでは、50m平泳ぎでも世界新記録を達成する。
1999年にはヘインズは3ヶ月間に11個の世界新記録を達成し、同時に平泳ぎの6競技のうち5つの世界ホルダーとなる偉業をやってのけた。
ヘインズは、2000年シドニーオリンピックに3大会連続の出場を果たし、100m平泳ぎで銅メダルを獲得した。
その後、2001年に競技生活から引退した。